# Nigel Beard
Nigel Beard, född 10 oktober 1936, död 2017, var en brittisk politiker inom Labourpartiet. Han representerade valkretsen Bexleyheath and Crayford i underhuset från 1997 till 2005, då han förlorade sin plats till den konservative kandidaten David Evennett.